# Grahambrot

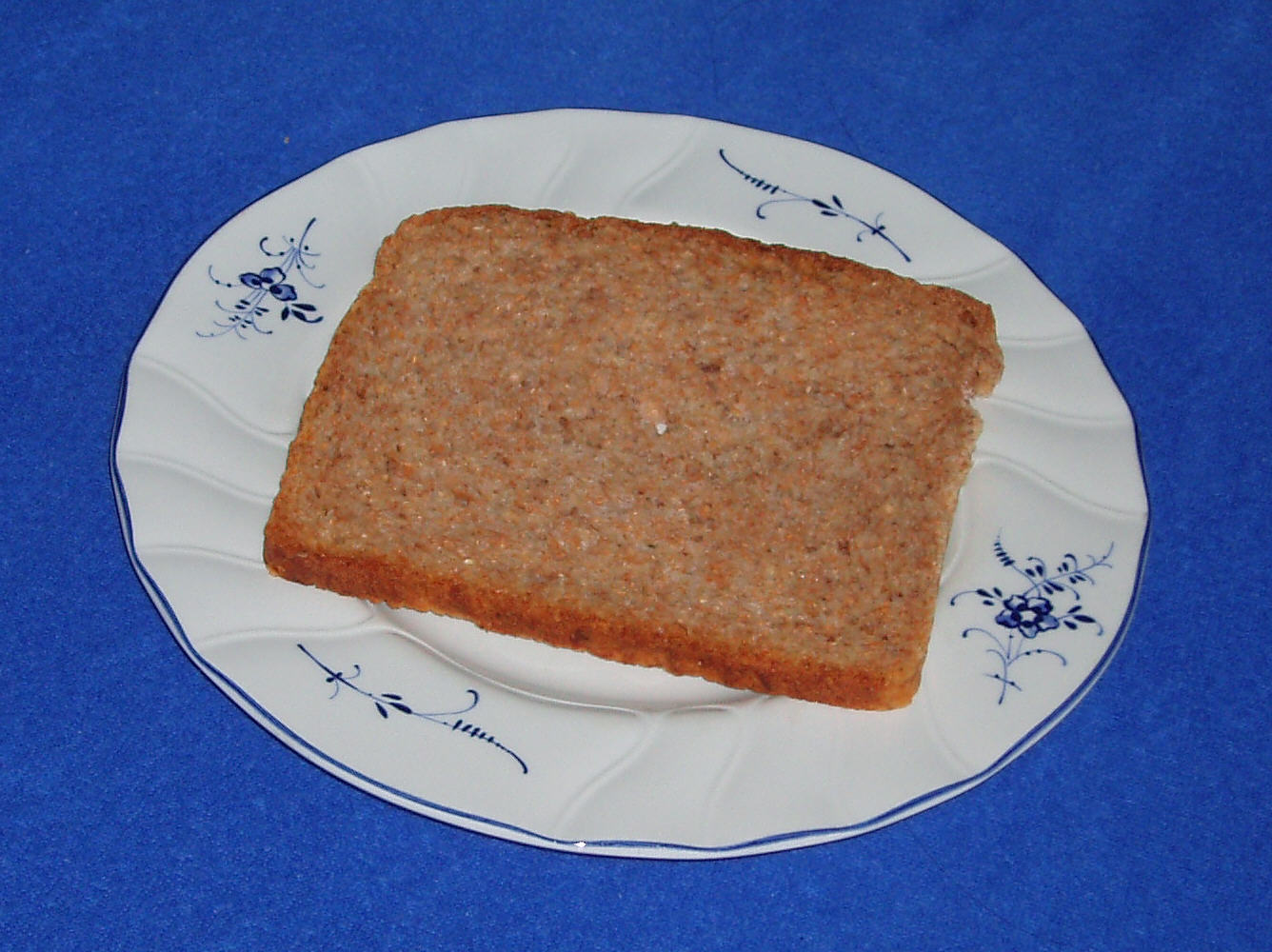
Grahambrot

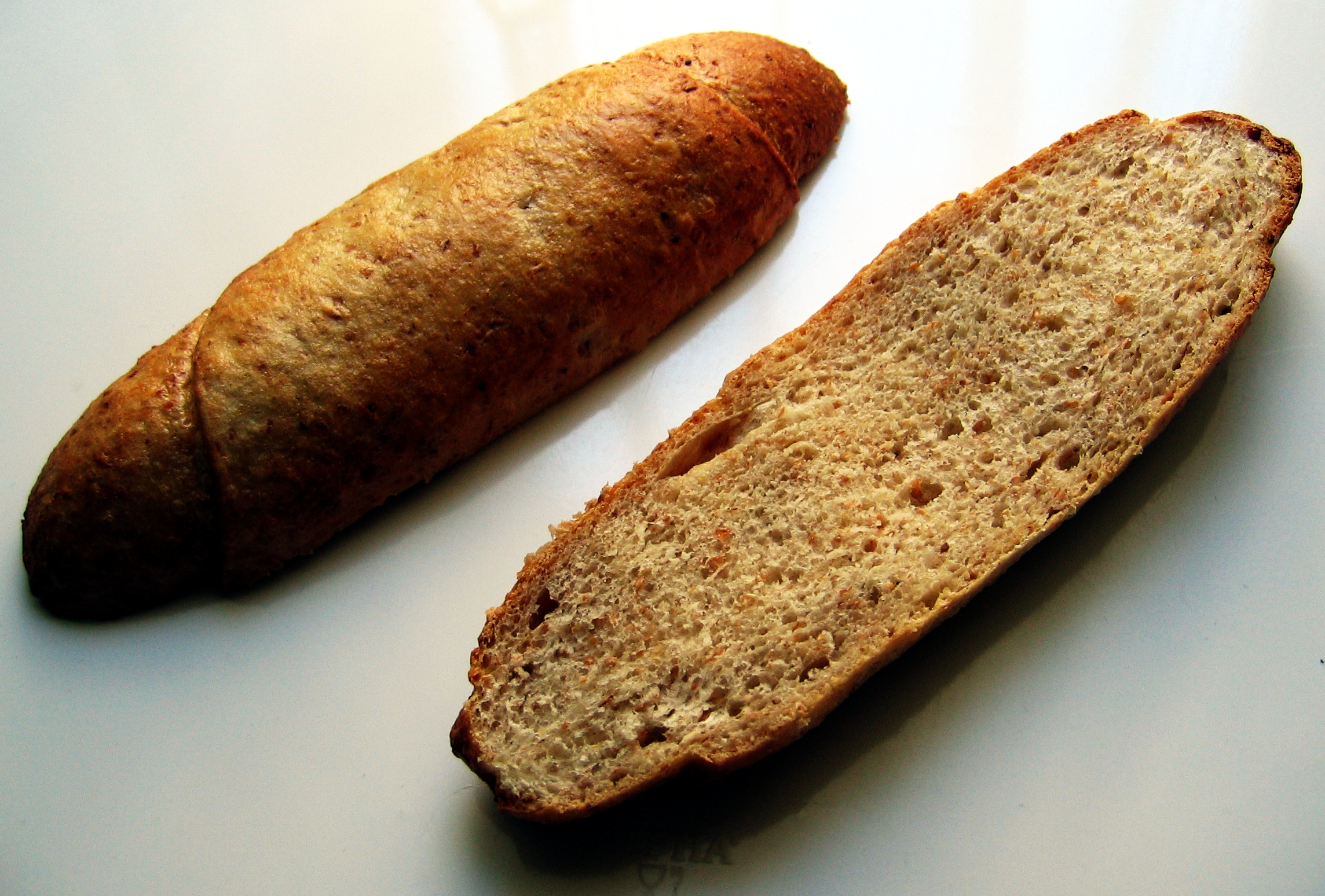
Ein österreichisches Grahamweckerl

Grahambrot (in Österreich zumeist in der Form des Grahamweckerls) ist ein nach dem amerikanischen Prediger Sylvester Graham (1794–1851) benanntes Brot aus feinem Vollkorn-Schrot des Weizens.

## Geschichte
Das besondere Brot wurde ursprünglich ohne Zusatz von Triebmitteln (Hefe oder Sauerteig) und Salz nach einer Spontangärung in einer Kastenform gebacken. Graham entwickelte es 1829 als Alternative zum damals üblichen Weißbrot. Dunkles Brot galt zu Beginn des 19. Jahrhunderts als rückständig und ländlich. Brot aus Weißmehl war ein Statussymbol der Mittelschicht und wurde meist nicht selbst gebacken, sondern in der Bäckerei gekauft. Die helle Farbe kam jedoch meist nicht durch einen niedrigen Ausmahlungsgrad zustande, sondern durch das Bleichen dunkleren Mehls mit Alaun und Chlor, was die Herstellungskosten verringerte. Im 21. Jahrhundert werden Graham-Backwaren meist mit Presshefe, mit oder ohne Vorteig, hergestellt, da die spontane Gärung nur eine geringe, unzureichende Lockerung der Gebäcke produziert.
Graham war überzeugt, dass ein festes Brot aus geschrotetem Getreide nahrhafter und gesünder sei. Er vertrat die Ansicht, Zusätze zerstörten die Vollwertigkeit des Brotes und steigerten die sexuelle Lust. Für letzteres gab es keine wissenschaftliche Grundlage; dennoch war die Ansicht damals weit verbreitet.
Inzwischen ist bekannt, dass die anfänglich verwendeten Bleichmittel schädlich sind. Die Triebmittel sind nur teilweise gesundheitlich bedenklich. In den USA, jedoch nicht in der EU, ist beispielsweise Azodicarboxamid als Triebmittel und Teigverbesserer erlaubt. Die gesundheitsfördernde Wirkung von Grahambrot beruhte vor allem auf dem Weglassen bestimmter Chemikalien und nur zu einem geringen Teil auf der Verwendung von Vollkornschrot oder auf dem Verzicht auf Triebmittel. In Deutschland ist das Bleichen von Mehl gänzlich verboten. Feiner gemahlenes Korn war zu Grahams Zeiten auch Bestandteil des damaligen gebleichten Weißbrots. Das Auszugsmehl wurde erst später entwickelt.